# ParaGamesBreda
De ParaGames Breda (voorheen BredaLympics geheten) is een sportevenement dat sinds 2005 wordt gehouden in Breda.
Om de twee jaar vindt het evenement plaats, op diverse sportlocaties in Breda. Er worden 26 verschillende sporten in toernooivorm aangeboden. De op wedstrijdniveau, zowel topsport als breedtesport, gehouden spelen zijn bestemd voor mensen met een lichamelijke functiebeperking.
ParaGamesBreda kent tevens de doelstelling aan te zetten tot beweging en/of sport, dit doet ze door het aanbieden van clinics gegeven door bekende Nederlandse sporters.
In 2007 deden er 2000 sporters met een beperking mee, uit 13 verschillende landen (onder andere Canada, Tsjechië en Hongarije). Er werd in 12 verschillende disciplines gesport.
In januari 2008 Heeft ParaGamesBreda de Guus Zoutendijk Prijs gewonnen. Deze prijs wordt jaarlijks door de NebasNSG uitgereikt aan een sportvereniging, een persoon of groep mensen die zich op bijzondere wijze verdienstelijk heeft gemaakt voor de stimulering en ontwikkeling van de sport voor mensen met een beperking of chronische aandoening.